# 斯圖代諾克 (丘胡伊夫區)
49°37′34″N 36°52′52″E / 49.62611°N 36.88111°E
斯圖代諾克（烏克蘭語：Студенок）是位於烏克蘭東部的村莊，由哈爾科夫州丘胡伊夫区的奇卡洛夫斯凱市鎮負責管轄。該村處於沃夫奇亞爾河畔，始建於1921年，面積0.09平方公里，海拔高度140米，2001年人口24。